# 地域連携ICカード
地域連携ICカード（ちいきれんけいアイシーカード）は、東日本旅客鉄道（JR東日本）・ソニーイメージングプロダクツ&ソリューションズ・JR東日本メカトロニクスの三社が2018年（平成30年）に構想を発表し、2021年（令和3年）3月から導入した、JR東日本の交通系IC乗車カード・Suicaと各地域の交通系IC乗車カード機能を1枚にまとめた「2in1カード」である。

## 概要

地域連携ICカードと「10カード」の関係

従来、交通系ICカード全国相互利用サービスは既存の全国相互利用サービス対応ICカード（いわゆる「10カード」）を導入するか、独自のICカードを導入した上で「10カード」とシステムを接続する方法で対応してきた。地域交通事業者は独自サービスの改廃の必要など導入費用や運用面で導入が進捗せず、「独自のICカード」と「Suica」の2つの機能を1枚のICカードに両存させて、地域交通事業者内は定期券機能や独自ポイントの付与を行いつつ、Suicaとして全国相互利用サービスの対応も可能とするために開発された。
東日本旅客鉄道は、複数の地域交通事業者でサーバーを共同利用することなどで地域交通事業者の投資額を抑えながらSuica機能の導入を可能とし、カード読み取り機の販売や決済手数料で収益向上を企図する。
2021年3月に栃木県宇都宮市を中心とした地域で「totra」、岩手県交通のエリアで「Iwate Green Pass」としてそれぞれ導入され、その後も東日本旅客鉄道の事業エリアの各地で導入が進められている。
地域連携ICカードの裏面の右下には「E」で始まる17桁の英数字（地域交通カードとしてのID番号）と「JE」で始まる17桁の英数字（SuicaのID番号）の2つの番号が記載されている。
Suicaとの「2in1カード」であるため、東京フリーきっぷなどのSuicaに対応しているフリー乗車券、JR東海・JR西日本・JR九州が提供しているスマートEX、JR東日本のタッチでGo!新幹線や新幹線eチケット（新幹線eチケットは北陸新幹線に限りJR西日本のe5489にも対応、e5489で発売している北陸乗継チケットレス（北陸新幹線+サンダーバード）も含む）が利用できる他、Suica電子マネー加盟店舗での商品代金の支払いに利用できる。記名式カードの場合はバス定期券とSuica定期券（新幹線専用のSuicaFREX・FREXパル定期券及びSuica連絡定期券を含む）を1枚にまとめることが出来る事が可能である他（後述）、JRE POINTへの登録も可能である。グリーン車Suicaシステムやタッチでエキナカ、PASMOに加盟しているバス事業者が提供しているバスIC一日乗車券やバスIC金額式定期券なども利用できる。モバイルSuicaへの取り込みはできない。

## カード一覧
2025年（令和7年）2月現在、以下の15種類の地域連携ICカードが発売されている（五十音順）。
- AOPASS（詳細）
- AkiCA（詳細）
- iGUCA（詳細）
- Iwate Green Pass（詳細）
- odeca（詳細）
- KURURU（詳細）
- Shuhoku Orange Pass（詳細）
- shoko cherica（詳細）
- totra（詳細）
- Towada SkyBlue Pass（詳細）
- nolbé（詳細）
- ハチカ（詳細）
- MegoICa（詳細）
- yamako cherica（詳細）
- LOCOCA（詳細）

## システム

### 発売額
各カードの発売額はカードによって異なる。発売額にはデポジット（預り金）500円が含まれ、発売額のうちデポジット分を差し引いた分が、初回利用の際の乗車券および電子マネーの充当分となる。新規購入後に追加チャージを行う事も可能である。デポジット制はカードの使い捨てを防止する観点から用いられているもので、カードを返却・払い戻した際には全額返金される。バス事業者の窓口によっては、記名式カードを取り扱わずに無記名式カードのみを取り扱う窓口がある。
| カード名            | 発売額                                                 |
| ------------------- | ------------------------------------------------------ |
| AkiCA               | 1,000円 - 20,000円までの1,000円単位                    |
| AOPASS              | 1,000円 - 20,000円までの1,000円単位                    |
| MegoICa             | 1,000円 - 20,000円までの1,000円単位                    |
| ハチカ              | 1,000円                                                |
| Towada SkyBlue Pass | 2,000円                                                |
| Iwate Green Pass    | 2,000円                                                |
| odeca               | 2,000円                                                |
| Shuhoku Orange Pass | 2,000円                                                |
| iGUCA               | 1,000円 - 5,000円までの1,000円単位                     |
| LOCOCA              | 1,000円 - 5,000円までの1,000円単位                     |
| totra               | 1,000円 - 5,000円までの1,000円単位                     |
| cherica             | 1,000円 - 5,000円までの1,000円単位・10,000円           |
| nolbé               | 1,000円 - 5,000円までの1,000円単位・10,000円・20,000円 |
| KURURU              | 1,000円 - 5,000円までの1,000円単位・10,000円・20,000円 |

### チャージ
カードのチャージ（入金）は、地域連携ICカード取扱窓口、バス車内、宇都宮芳賀ライトレール線車内、JR東日本の自動券売機（緑色）・多機能券売機（黒色、設置されていない駅もある）・チャージ専用機（ピンク色、設置されていない駅もある）・自動精算機・キオスク・NewDays・イオングループ各店の直営レジや一部大手コンビニエンスストア（ファミリーマート、ミニストップ、ローソン、セブン-イレブン、スリーエフ、セイコーマート）・ローソン銀行ATM（富士通フロンテック製導入拠点のみ）・セブン銀行ATMでチャージが可能である他、PASMO・TOICA・ICOCA・SUGOCAなど相互利用事業者の駅・バス車内にあるICカード対応の自動券売機・自動精算機・簡易入金機（一部事業者のみ）・駅窓口、事務室（同）・運賃箱でもチャージ可能である。
記名式Suicaカードと同様に記名式地域連携ICカードは「オートチャージ」サービスにも対応しており、一部の導入エリアでは「オートチャージ」サービスにも対応している。
バス車内と宇都宮芳賀ライトレール線の場合は1,000円単位でチャージすることができる。バス車内の場合は乗務員に申し出てから地域連携ICカードを読み取り部に置き、次いで紙幣を運賃箱の挿入口に入れる。宇都宮芳賀ライトレール線の場合はチャージボタンを押した後に地域連携ICカードを読み取り部に置き、その次に紙幣を運賃箱の挿入口に入れる。何れの場合も、残額が10,000円を超えている場合はPASMO・nimoca同様にチャージできない。

### 記名式カードへの変更
無記名式カードから記名式カードへの変更は、Suicaカードと同様にSuicaエリア内やJR東日本の新幹線停車駅にある「多機能券売機」と「みどりの窓口」で受け付けるが、記名式カードを取り扱うバス事業者の営業所でも無記名式カードから記名式カードへの変更を受け付ける場合がある（後述）。導入しているバス事業者においてバスIC定期券を購入した場合は自動的に記名式カードに変更となる他、Suica定期券・SuicaFREX・FREXパル定期券を購入した場合はMy Suica同様に自動的に記名式カードに変更となる。
カードに登録した氏名を表示する場合、無記名式カードを「多機能券売機」にて記名式にする手続きによって自動的に印字、記名式カードで登録氏名が印字されていない場合は、「多機能券売機」にて定期券の印字を再印字する手続き（定期券情報や1日フリーパスなどの情報がない場合は、登録氏名のみが印字される）をすることで印字がそれぞれ可能となっている。

### 紛失時・障害発生時
記名式カードの再発行や障害手続きに関しては、基本的に発行したバス事業者で行う。JR東日本とPASMO加盟事業者では再発行登録手続きのみ行い、その後発行したバス事業者で再発行手続きを行う。地域連携ICカード導入事業者ではSuicaの記名式カードの再発行や障害手続き並びにSuica・PASMOの再発行登録手続きは行わない。

### カードの返却・払い戻し
地域連携ICカード自体を払い戻す場合、発行したバス事業者でカード自体やバスIC定期券の払い戻しの手続きを行う。バスIC定期券とSuica定期券をまとめている場合は、先にバス事業者でバスIC定期券部分を払い戻し、Suica定期券部分をJR東日本の「みどりの窓口」で払い戻す。カードの返却・払い戻しの際は、デポジットが無手数料で返金され、定期券部分の払い戻し可能額やSF部分の残額がある場合は、それらの金額から払い戻し手数料（手数料は各カードによって異なる）を差し引いた額がデポジットとあわせて返金される。定期券部分のみを払い戻す場合は、地域連携ICカード自体を払い戻す場合と同じ要領で行うが、払い戻した後も記名式カードとして継続して利用できる。

## 利用方法

「タッチ&ゴー」の動き

### バスでの利用
- 乗車時
  - 乗車口のカードリーダー（読み取り装置）にICカードを軽くタッチする。その際整理券は不要である。
- 降車時
  - 降車口の運賃箱上のカードリーダーにICカードを軽くタッチさせる。
  - 液晶画面に乗車区間の運賃精算額とカードの残額が表示されると精算完了となる。
  - 残高不足の場合は不足金額が表示されるので、運転士にチャージの申し出を行うか、全額を現金で支払う。

### 宇都宮芳賀ライトレール線での利用
- 乗車時
  - ドア横にある緑色のカードリーダー（読み取り装置）にICカードを軽くタッチする。その際整理券は不要である。
- 降車時
  - ドア横にある黄色のカードリーダーにICカードを軽くタッチさせる。
  - 液晶画面に乗車区間の運賃精算額とカードの残額が表示されると精算完了となる。
  - 残高不足の場合は不足金額が表示されるので、運転士にチャージの申し出を行った後に運賃箱上のカードリーダーにICカードを軽くタッチさせるか、全額を現金で支払う。

## カード詳細

### AOPASS
AOPASS（アオパス）は、青森圏域で導入している地域連携ICカード。
2022年（令和4年）3月5日から青森市営バス、青森市市バス（八洲交通・青森観光バス・弘南バスに運行委託）、「ねぶたん号」（青森観光バスに運行委託）で、同年3月12日から「Suica」など交通系ICカードを導入済のJRバス東北青森支店管内の「青森空港線」と「横内線」のみ導入。

#### 種類・定期券(AOPASS)
AOPASSとしては以下の種類がある。
無記名式AOPASS
氏名などの個人情報を登録せずに、鉄道・バス乗車時の運賃精算の支払いに利用できる。一般用のみ発売。
紛失時の再発行は出来ない。
記名式AOPASS
購入時に氏名（カタカナ）、生年月日、電話番号などの個人情報を登録するAOPASSで、登録人以外は使用できない。原則としてカードの表面に氏名等の印字は行わない。
個人情報を登録することにより、万一の紛失時に使用停止措置と残高を保証した再発行が有償で受けられる。
一般用のほか、小児運賃を差し引く小児用AOPASS、学生を対象とした学生用AOPASS、エリア内で割引運賃を適用する障がい者用AOPASSがある。
バス車内・青森市内のコンビニエンスストアでは記名式AOPASSの発売は行わない。
無記名式カードから記名式カードへの変更は、Suicaエリア内やJR東日本の新幹線停車駅にある「多機能券売機」と「みどりの窓口」（「AOPASS」エリア内ではSuica青森エリア（青森駅・新青森駅・弘前駅）の「みどりの窓口」）の他にも、バス車内・青森市内のコンビニエンスストア以外のの「AOPASS」取扱窓口でも受け付ける。
AOPASS定期券
記名式AOPASSにバスの定期券情報を追加したもの。通勤定期券のほか、通学定期券が存在する。
通学定期に加えて、「学期」単位で発売の学期定期も存在する。
AOPASS券面に定期券情報が印字されないため、発売時に発行される「定期券明細書」を同時に携帯する必要がある。
通常の定期券の他に、青森公立大学発着の場合のみJRバス東北との共通定期券を発売する。
AOPASS定期券利用者は、土曜・日祝日に限り、定期以外の区間も全線で1乗車につき100円で利用可能な「エコ100サービス」が利用できる。
AOPASS定期券を利用して乗り越し乗車をした場合は、乗り越し区間の運賃が自動精算される。

#### ポイントサービス (AOPASS)
交通ポイントサービスが実施されており、乗車1回ごとに区間運賃の3 パーセント (%) 相当（学生用AOPASSは20%相当）を付与する。通常のポイントに加え、当月中の利用運賃に応じてボーナスポイントが貯まる。貯まったポイントが1乗車の運賃額相当を超えている場合、下車時にポイントから自動的に運賃に充当される。ポイントの有効期間は、最後に交通ポイントを付与・利用した日から1年間。

### MegoICa
MegoICa（メゴイカ）は、弘南バスが導入している地域連携ICカード。愛称は津軽弁の「めごい」（かわいい）に由来し、「日頃から皆様にめごがられているようなICへなりたい」と名称を定めた。
2023年（令和5年）2月25日から弘南バスが運行する一般路線バスに導入。
MegoICaのサービス開始に伴い、弘南バスが発売していた回数券は2024年（令和6年）3月31日までの利用となり、払い戻しは2025年（令和7年）3月31日までとなる。

#### 種類・定期券 (MegoICa)
MegoICaとしては以下の種類がある。
無記名式MegoICa
氏名などの個人情報を登録せずに、鉄道・バス乗車時の運賃精算の支払いに利用できる。一般用のみ発売。
紛失時の再発行は出来ない。
記名式MegoICa
購入時に氏名（カタカナ）、生年月日、電話番号などの個人情報を登録するMegoICaで、登録人以外は使用できない。原則としてカードの表面に氏名等の印字しない。印字を希望する際は弘前駅などのJR東日本のみどりの窓口で対応する。
個人情報を登録することにより、万一の紛失時に使用停止措置と残高を保証した再発行が有償で受けられる。
一般用のほか、小児運賃を差し引く小児用MegoICa、後述するポイントの付与率が高い学生用の学生MegoICa、MegoICaエリア内で割引運賃を適用する障がい者用MegoICaがある。
MegoICa定期券
記名式MegoICaにバスの定期券情報を追加したもの。通勤定期券のほか、通学定期券が存在する。
MegoICa券面に定期券情報が印字されないため、発売時に発行される「定期券明細書」を同時に携帯する必要がある。
MegoICa定期券にはその他高齢者用サービス「津軽漫遊フリーパス」 もある。
無記名式カードから記名式カードへの変更は、Suicaエリア内やJR東日本の新幹線停車駅にある「多機能券売機」と「みどりの窓口」（「MegoICa」エリア内ではSuica青森エリア（弘前駅・新青森駅・青森駅）と盛岡駅の「みどりの窓口」）の他にも、「MegoICa」取扱窓口でも受け付ける。

#### ポイントサービス (MegoICa)
交通ポイントサービスが実施されており、ストアードフェアを利用した乗車1回ごとに区間運賃の3%相当（学生MegoICaは20%相当）を付与する。貯まったポイントが1乗車の運賃額相当を超えている場合、下車時にポイントから自動的に運賃に充当される。ポイントの有効期間は、最後に交通ポイントを付与・利用した日から1年間である。
学生用MegoICaを除き月に5,000円以上MegoICaエリアでストアードフェアを利用した場合、5,000円毎に350ポイントが付与される。

### ハチカ
ハチカは、八戸市交通部及び岩手県北自動車南部支社が導入している地域連携ICカード。
2022年（令和4年）2月26日から八戸市交通部及び岩手県北自動車南部支社に導入した。
八戸市交通部と南部バスの一般路線バス、南部バスが運行している「八盛号」で利用可能。「八盛号」に関しては岩手県北自動車の「iGUCA」と相互利用となる。
ハチカのサービス開始に伴い、八戸市交通部と南部バスが発売していた回数券やフリー乗車券の発売は2022年2月25日に終了し、発売済みの回数券は2023年（令和5年）3月31日までの利用となる。
回数券は八戸市交通部・南部バス・十和田観光電鉄の3社間で相互利用が可能だったが、こちらも2023年3月31日で終了し、十和田観光電鉄発行の回数券（2023年3月31日発売終了）は2023年4月1日以降、十和田観光電鉄の一般路線バスのみでの利用となる。

#### 種類・定期券 (ハチカ)
ハチカとしては以下の種類がある。
無記名式ハチカ
氏名などの個人情報を登録せずに、鉄道・バス乗車時の運賃精算の支払いに利用できる。一般用のみ発売する。紛失時は再発行しない。
記名式ハチカ
購入時に氏名（カタカナ）、生年月日、電話番号などの個人情報を登録するハチカで、登録人以外は使用できない。原則としてカードの表面に氏名等の印字は行わない（印字希望の際は八戸駅などのJR東日本のみどりの窓口で対応）。
個人情報を登録することにより、万一の紛失時に使用停止措置と残高を保証した再発行が有償で受けられる。
一般用のほか、小児運賃を差し引く小児用ハチカ、満12歳の中学生 - 満22歳を対象とした青春ハチカ、ハチカエリア内で割引運賃を適用する障がい者用ハチカがある。
ハチカ定期券
記名式ハチカにバスの定期券情報を追加したもの。通勤定期券のほか、通学定期券が存在する。
ハチカ券面に定期券情報が印字されないため、発売時に発行される「定期券内容控え」を同時に携帯する必要がある。
通常の区間指定の定期券の他にも、八戸市営バス・南部バスの両事業者で共通利用可能な複数事業者共通定期券がある。
ハチカ定期券利用者は、土曜・日祝日に限り、定期以外の区間も全線で1乗車につき100円で利用可能な「休日100円サービス」が利用できる。
ハチカ定期券にはエリア定期券も発売されている。
- 高齢者バス特別乗車証（はつらつバス共通券）
- 障がい者バス特別乗車証（ほほえみバス共通券）
- 南部町内エリア定期
- 五戸町内エリア定期
- 三戸町内エリア定期
- 田子町町内エリア定期

八戸ポータルミュージアムはっち、はちのへ総合観光プラザで区間指定の定期券を購入する際は事業者を選択しなければならない。
無記名式カードから記名式カードへの変更は、Suicaエリア内やJR東日本の新幹線停車駅にある「多機能券売機」と「みどりの窓口」（「ハチカ」エリア内では八戸駅・盛岡駅の「みどりの窓口」）の他にも、「ハチカ」取扱窓口でも受け付ける。

#### ポイントサービス (ハチカ)
交通ポイントサービスが実施されており、ストアードフェアを利用した乗車1回ごとに区間運賃の3%相当（青春ハチカは12%相当）を付与する(「八盛号」利用の場合はポイントは付与されない）。はつらつバス共通券並びにほほえみバス共通券を利用した場合は、南部バスを利用して八戸市外で乗車または降車する場合に発生する市外での乗車区間分運賃を、ハチカにチャージした電子マネーで支払った場合に限り交通ポイントが付与される。貯まったポイントが1乗車の運賃額相当を超えている場合、下車時にポイントから自動的に運賃に充当される。ポイントの有効期間は、最後に交通ポイントを付与・利用した日から1年間である。
八戸市営バスは交通ポイントを1ポイント1円で発売している。八戸市営バスと南部バスのみでしか利用出来ないが、SFとは別に最大65,535ポイント（65,535円分）まで蓄積することができるため、バス利用のみに限定したカードの利用も可能となる。

### Towada SkyBlue Pass
Towada SkyBlue Pass（トワダスカイブルーパス）は、十和田観光電鉄で導入している地域連携ICカード。
カード発売開始に先立ち、2022年（令和4年）3月5日からIC乗車サービスを開始した。当初は「十和田市 - 七戸 - （みちのく） - 青森線」および「十和田市 - 七戸 - 野辺地 - まかど温泉線」が対象であったが、2023年3月1日より、十和田市街地循環路線などを除いた全路線に対象を拡大した。カード名称は事前に公式発表されず、発行開始日の2022年4月29日に「Towada SkyBlue Pass」と公式発表され、同社の地域連携ICカードとして発行開始した。
サービス開始当初は対象路線が限られていたため回数券は引き続き発売していたが、全線でのサービス開始に伴い、2023年3月31日に回数券の発売を終了し、2024年3月31日に発売済みの回数券の利用も終了する。
ハチカの項目でも記載のとおり、十和田観光電鉄、南部バス、八戸市営バスの3社で回数券の相互利用を行っていたが、南部バスと八戸市営バスで回数券の利用が終了する2023年3月31日に相互利用は終了となり、十和田観光電鉄の回数券は2023年4月1日以降は自社路線でのみ利用可能となる。
基本システムは国際東北グループである岩手県交通の「Iwate Green Pass」と秋北バスの「Shuhoku Orange Pass」と共通化されている他、カードのデザインも「Iwate Green Pass」「Shuhoku Orange Pass」と共通である。カードの色はスカイブルー。

#### 種類 (Towada SkyBlue Pass)
Towada SkyBlue Passとしては以下の種類がある。
無記名式カード
氏名などの個人情報を登録せずに、鉄道・バス乗車時の運賃精算や大人用のみ発売。
窓口で即時発行可能だが、紛失時の再発行は出来ない。
記名式カード
購入時に氏名（カタカナ）、生年月日、電話番号などの個人情報を登録するTowada SkyBlue Passで、登録人以外は使用できない。
原則としてカードの表面に氏名等の印字は行わない。
大人用のほか、小児用、障がい者用がある。
発行受付は当初は十和田市中央案内所のみの対応だったが、現在は八戸営業所と三沢案内所でも対応可能。青森総合営業所と野辺地案内所では記名式カードの発売は行わない。
無記名式カードから記名式カードへの変更は、Suicaエリア内やJR東日本の新幹線停車駅にある「多機能券売機」と「みどりの窓口」（「Towada SkyBlue Pass」エリア内では八戸駅・七戸十和田駅・新青森駅・青森駅）の他にも、記名式カードを取扱うバス営業所・案内所(十和田市中央・八戸・三沢)でも受け付ける。
定期券
記名式Towada SkyBlue Passにバスの定期券情報を追加したもの。通学定期券の他に、通勤などに使用できる持参人式定期券が存在する。
券面に定期券情報が印字されないため、発売時に発行される「定期券明細書」を同時に携帯する必要がある。
持参人式・通学の両方とも、往復定期券の他に「片道定期券」が存在する。

#### ポイントサービス (Towada SkyBlue Pass)
交通ポイントサービスが実施されており、ストアードフェアを利用した乗車1回ごとに区間運賃の3%相当を付与する。貯まったポイントが1乗車の運賃額相当を超えている場合、下車時にポイントから自動的に運賃に充当される。ポイントの有効期間は、最後に交通ポイントを付与・利用した日から1年間。

### Iwate Green Pass
Iwate Green Pass（イワテグリーンパス）は岩手県交通が発行し、同社の遠野営業所管内以外の全路線と「花巻市コミュニティバス土沢線・大迫花巻線」（東和町総合サービス公社に運行を受託）および「胆沢水沢線」（胆沢交通へ運行委託）で導入している地域連携ICカード。
一般路線では盛岡都市圏管内（松園営業所、滝沢営業所、巣子車庫、都南営業所、矢巾営業所、紫波営業所）、北上都市圏管内（花巻営業所、北上営業所）の全路線、胆江営業所管内、一関営業所管内、釜石営業所管内、大船渡営業所管内の全路線で利用可能。
高速バスと都市間バスでは花巻空港リムジンバス、「アーバン号」、「けんじライナー」、仙台 - 釜石線、盛岡釜石線、盛岡大船渡線、一関大船渡線で利用可能。コミュニティバスでは盛岡都心循環バス「でんでんむし」、矢巾町市街地循環バス「やはばす」（岩手県交通へ運行委託）、花巻市街地循環バス「ふくろう号」「星めぐり号」（岩手県交通へ運行委託）、「花巻市コミュニティバス土沢線・大迫花巻線」（東和町総合サービス公社へ運行委託）、奥州市コミュニティバス（岩手県交通へ運行委託）、奥州市営バス（岩手県交通へ運行委託）、 胆沢水沢線（胆沢交通へ運行委託） で利用可能。
基本システムは国際東北グループである秋北バスの「Shuhoku Orange Pass」と十和田観光電鉄の「Towada SkyBlue Pass」と共通化されている他、カードのデザインも「Shuhoku Orange Pass」「Towada SkyBlue Pass」と共通である。カードの色は黄緑。
高速バスを除く上記の対象路線ではIwate Green Passの導入に際し、従来のバスカードのサービスを終了している。

#### 種類・定期券 (Iwate Green Pass)
Iwate Green Passとしては以下の種類がある。
無記名式カード
氏名などの個人情報を登録せずに、鉄道・バス乗車時の運賃精算や大人用のみ発売。
窓口で即時発行可能だが、紛失時の再発行は出来ない。
記名式カード
購入時に氏名（カタカナ）、生年月日、電話番号などの個人情報を登録する Iwate Green Passで、登録人以外は使用できない。
原則としてカードの表面に氏名等の印字は行わない。
大人用のほか、小児用がある。障がい者用は発行が見送られている。
バス営業所(滝沢・松園・都南・矢巾・紫波・北上・胆江・一関・釜石・大船渡)、盛岡バスセンター乗車券売り場、盛岡駅前バス案内所、岩手県交通本社では申込書へ記入後に即時発行可能。花巻駅前バス案内所で記名式カードの発行を希望する場合は、申込書に記入の上で後日花巻駅前バス案内所へ記名式カードの受け取りに出向くか、無記名式カード発行当日以降に紫波営業所や北上営業所などの記名式カード取扱窓口や花巻駅や北上駅などの「みどりの窓口」で無記名式カードから記名式カードへ変更するかのいずれかとなる。
全ての導入路線において記名式Iwate Green Pass・記名式iGUCAなどの他の地域連携ICカード・My Suica・モバイルSuicaはVIEWカードからのオートチャージが利用可能。
松園バスターミナル・花巻空港バス案内所・さくら野バス案内所・水沢駅前バス案内所・江刺バスセンター・一関駅前バス案内所では記名式カードの発売は行わない。
定期券
2024年10月15日から、盛岡都市圏管内（松園営業所、滝沢営業所、巣子車庫、都南営業所、矢巾営業所、紫波営業所）の一般路線に限りIC定期券の発行を開始した。。北上都市圏管内（花巻営業所、北上営業所）・胆江営業所・一関営業所・釜石営業所・大船渡営業所管内の一般路線ではIC定期券は発売せず、従来の紙式定期券を継続発売する。盛岡都市圏管内の一般路線における紙式定期券の発売は2025年3月31日をもって終了し、同年4月1日以降はIC定期券のみの発売となる。
紙式定期券と同様に通勤・通学・通学小児定期券を設定する他、通勤・通学定期券は福祉割引定期券を設定する。盛岡バスセンター～松園営業所間や盛岡駅前～滝沢営業所間など複数の経路がある区間は、購入の際に経路を指定しなければならない。
IC定期券の経路上であれば指定経路上の停留所で乗降が可能。ただし、盛岡駅前～盛岡バスセンター間に限り、「でんでんむし」利用の場合を除いて複数の経路で乗降可能。盛岡大船渡線におけるIC定期券の利用は、盛岡都市圏管内の営業所が運行している路線と重複している盛岡バスセンター～乙部境間の各停留所相互間のみ利用可能。指定経路以外の経路内の停留所で乗降する場合、指定経路上であっても「でんでんむし」、「やはばす」、「iGUCA」を導入している岩手県北自動車の一般路線並びにジェイアールバス東北が運行する早坂高原線、「白樺号」を利用する場合はSF残高による利用となる。
券面に定期券情報が印字されないため、発売時に発行される「ICカード内容控え」「有効停留所一覧」を同時に携帯する必要がある。
IC定期券を利用して乗り越し乗車をした場合は、乗り越し区間の運賃が自動精算される。
紙式定期券の内、通勤通学・通勤小児・買物・持参人式は2024年10月14日を以って発売を終了する。
IC定期券の発行は盛岡都市圏管内のバス営業所(滝沢・松園・都南・矢巾・紫波）、盛岡バスセンター乗車券売り場、盛岡駅前バス案内所で取り扱う。
無記名式カードから記名式カードへの変更は、Suicaエリア内やJR東日本の新幹線停車駅にある「多機能券売機」と「みどりの窓口」（「Iwate Green Pass」エリア内ではSuica盛岡エリア内（盛岡～北上間・雫石駅・新花巻駅）と一ノ関駅の「みどりの窓口」、仙台駅の「みどりの窓口」「多機能券売機」）の他にも、記名式カードを取扱うバス営業所(滝沢・松園・都南・矢巾・紫波・北上・胆江・一関・釜石・大船渡）、盛岡バスセンター乗車券売り場、盛岡駅前バス案内所、岩手県交通本社でも受け付ける。
記名式Iwate Green Passとビューカードとの紐付けは、ビューアルッテ設置駅（「Iwate Green Pass」エリア内では盛岡駅・一ノ関駅・仙台駅に設置）で行う。

#### ポイントサービス (Iwate Green Pass)
交通ポイントサービスが実施されており、一般路線バスと「花巻空港線」においてストアードフェアを利用した乗車1回ごとに区間運賃の3%相当を付与する（定期券での利用の場合は付与されない。高速バス「アーバン号」は2022年4月1日以降はポイントが付与されない）。貯まったポイントが1乗車の運賃額相当を超えている場合、下車時にポイントから自動的に運賃に充当される。ポイントの有効期間は、最後に交通ポイントを付与・利用した日から1年間。

### iGUCA
iGUCA（イグカ）は、岩手県北自動車が発行し、同社とジェイアールバス東北（盛岡支店・二戸支店）が導入している地域連携ICカード。
2021年6月の公式発表で、ICカード名称は「IGUCA」（全て大文字）、カードデザインやロゴマークは「iGUCA」（先頭のみ小文字）としていたが、2022年1月の公式発表において、ICカード名称もカードデザインやロゴマークと同様「iGUCA」（先頭のみ小文字）とすることを正式発表した。
2022年2月19日から岩手県北自動車の一般路線バス、106急行バス、「久慈こはく号」、「八盛号」、「みちのく号」、「アーバン号」、「ヨーデル号」、「あすなろ号」、「三陸高速バス」とジェイアールバス東北が運行する早坂高原線、「白樺号」、「スワロー号」に導入。「八盛号」は八戸市交通部及び岩手県北自動車南部支社の「ハチカ」と相互利用となる。
iGUCA導入に伴い、従来のバスカードの発売は2022年1月31日に終了し、従来のバスカードの利用は同年7月31日までとなる。

#### 種類・定期券 (iGUCA)
iGUCAとしては以下の種類がある。
無記名式iGUCA
氏名などの個人情報を登録せずに、鉄道・バス乗車時の運賃精算の支払いに利用できる。大人用のみ発売。
紛失時の再発行は出来ない。
記名式iGUCA
購入時に氏名（カタカナ）、生年月日、電話番号などの個人情報を登録するiGUCAで、登録人以外は使用できない。原則としてカードの表面に氏名等の印字は行わない。
個人情報を登録することにより、万一の紛失時に使用停止措置と残高を保証した再発行が有償で受けられる。
大人用のほか、小児運賃を差し引く小児用iGUCAと、iGUCAエリア内で割引運賃を適用する障がい者用iGUCAがある。
全ての導入路線において記名式iGUCA・記名式Iwate Green Passなどの他の地域連携ICカード・My Suica・モバイルSuicaはVIEWカードからのオートチャージが利用可能。
iGUCA定期券
記名式iGUCAにバスの定期券情報を追加したもの。通勤定期券のほか、通学定期券が存在する。
iGUCA券面に定期券情報が印字されないため、発売時に発行される「定期券内容控え」を同時に携帯する必要がある。
共通定期券は発売されていないため、盛岡駅前案内所、久慈営業所、ジェイアールバス東北二戸支店で定期券を購入する際は事業者を選択しなければならない。ジェイアールバス東北が運行する早坂高原線、白樺号、スワロー号用のiGUCA定期券は、盛岡駅前案内所、久慈営業所、ジェイアールバス東北二戸支店のみで発売する。 ジェイアールバス東北二戸支店における岩手県北自動車用iGUCA定期券の発売は、当面は伊保内営業所 - 二戸駅前と伊保内営業所 - 県立二戸病院の各路線に限り発売する。
通常の区間指定の定期券の他、以下の種類が存在する。
- 2区間定期券：2路線以上のバスを乗り継ぐ事が可能な定期券
- 平日定期券：平日のみ利用可能の定期券
- は数定期券：1か月+1日=6か月 - 29日まで日数を指定して利用可能な定期券
- もりだい300Pass：盛岡バスセンター - 盛岡駅前間の各停留所と盛岡大学間を割引運賃で乗車できる定期回数券。有効期限は1か月。

iGUCA定期券を利用して乗り越し乗車をした場合は、乗り越し区間の運賃が自動精算される。
無記名式カードから記名式カードへの変更は、Suicaエリア内やJR東日本の新幹線停車駅にある「多機能券売機」と「みどりの窓口」（「iGUCA」エリア内ではSuica盛岡エリア内（盛岡～北上間・雫石駅・新花巻駅）・いわて沼宮内駅・二戸駅・Suica青森エリア内（弘前駅・新青森駅・青森駅）の「みどりの窓口」と八戸駅・仙台駅の「みどりの窓口」「多機能券売機」）の他にも、iGUCA取扱窓口でも受け付ける。
記名式iGUCAとビューカードとの紐付けは、ビューアルッテ設置駅（「iGUCA」エリア内では盛岡駅・青森駅・八戸駅・仙台駅に設置）で行う。

#### ポイントサービス (iGUCA)
交通ポイントサービスが実施されており、岩手県北自動車の一般路線、106急行バス、「久慈こはく号」、「みちのく号」（「みちのく号」は「iGUCA」で岩手県北自動車運行便を利用した場合に限る）、早坂高原線、白樺号においてストアードフェアを利用した乗車1回ごとに区間運賃の3%相当を付与する（定期券や定期回数券での利用並びに「久慈こはく号」「みちのく号」以外の高速バス・「スワロー号」ではポイントが付与されない。「ヨーデル号」と「あすなろ号」は2023年4月1日以降は交通ポイントは付与されない）。交通ポイントは両社で相互利用可能である。貯まったポイントが1乗車の運賃額相当を超えている場合、下車時にポイントから自動的に運賃に充当される。従来のバスカードからポイント移行することも可能。2022年6月15日から盛岡市の地域ポイントである「MORIO-J」からiGUCA交通ポイントへの移行が可能となった。ポイントの有効期間は、最後に交通ポイントを付与・利用した日から1年間。

### odeca
odeca（オデカ）はJR東日本が自社のBRT路線（気仙沼線・大船渡線BRT）向けに導入した地域連携ICカード。元々は2013年から導入した独自規格（Suica片利用可）の乗車カード（交通系ICカード）だったが、2023年に従来の乗車カードを廃止した上で、同名の地域連携ICカードにリニューアルした。

### AkiCA
AkiCA（アキカ）は、秋田市圏域で導入している地域連携ICカード。秋田中央交通株式会社が発行。2022年（令和4年）3月26日から、秋田市が主導し、秋田中央交通及び秋田市マイタウン・バス（秋田中央トランスポート・高尾ハイヤー・キングタクシー・国際タクシーに運行委託）に導入。

#### 沿革 (AkiCA)
- 2022年（令和4年）
  - 3月26日 - AkiCAサービス開始
  - 10月1日 - シニアアキカサービス開始
- 2023年（令和5年）
  - 5月12日 - AkiCA定期券の発行を開始
  - 6月1日 - あさひ自動車がAkiCAサービスを開始
- 2025年（令和7年）
  - 5月8日 - あさひ自動車の事業停止に伴い、同社のAkiCAサービスを事実上停止
  - 5月27日 - 国際タクシーがAkiCAサービスを開始

#### 対象路線 (AkiCA)
- 秋田中央交通の全路線
- 秋田市マイタウン・バス
  - 秋田中央トランスポート秋田営業所
  - 高尾ハイヤー
  - キングタクシー
  - あさひ自動車（令和7年5月8日より事業停止。事実上撤退）
  - 国際タクシー

秋田市マイタウン・バスの車内ではAkiCAへのチャージ不可。

#### 発行券種 (AkiCA)
無記名式AkiCA
氏名などの個人情報を登録せずに、鉄道・バス乗車時の運賃精算や大人用のみ発売。
窓口で即時発行可能だが、紛失時の再発行は出来ない。
記名式AkiCA
購入時に氏名（カタカナ）、生年月日、電話番号などの個人情報を登録するAkiCA。登録人以外は使用できない。秋田駅前案内所では対応不可。
原則としてカードの表面に氏名等の印字は行わない（秋田駅のみどりの窓口で対応）。
個人情報を登録することにより、万一の紛失時に使用停止措置と残高を保証した再発行が有償で受けられる。
「小児用AkiCA」も存在する。
福祉割引AkiCA
各種障害者手帳等の所持など、一定の条件がある場合に発行される、記名式AkiCA。
一日乗り放題券が載せられない等、一部制約がある。
無記名式カードから記名式カードへの変更は、Suicaエリア内やJR東日本の新幹線停車駅にある「多機能券売機」(秋田エリアの駅には未設置)と「みどりの窓口」（「AkiCA」エリア内では秋田駅と新屋駅の「みどりの窓口」のみ）、秋田駅前案内所以外の「AkiCA」取扱窓口で受け付ける。

##### シニアアキカ
2022年（令和4年）10月1日、ワンコインバス事業のICカード化に伴い、発行開始。
秋田市内の乗車に限り、1乗車100円がチャージから支払われる。潟上市以北（追分三叉路停留所）にまたがる路線は、追分三叉路停留所を境に潟上市以北の区間の通常運賃と秋田市内区間100円の合算額がチャージから引き落とされる。
いずれの場合も、後述のポイントサービスの対象外となっている。

#### 定期券サービス (AkiCA)
令和5年5月12日にサービス開始された。券面には印字がされない。
通勤・通学・通学小児定期券を設定する他、通勤・通学定期券は福祉割引を設定する。複数の経路がある区間は、購入の際に経路を指定しなければならない。
IC定期券の経路上であれば経路上の停留所で乗降が可能。
券面に定期券情報が印字されないため、発売時に発行される「カードご案内」を同時に携帯する必要がある。
IC定期券を利用して乗り越し乗車をした場合は、乗り越し区間の運賃が自動精算される。指定経路以外の経路を利用する場合はストアードフェアによる利用となる。
らくらくパス、日新小スクールバス、国際教養大学線、秋田市マイタウン・バスの各定期券については、AkiCA非対応となるため、従来通りの紙式の定期券が発行される。
シニアアキカには発行しない。

#### ポイントサービス (AkiCA)
秋田中央交通のすべての一般路線及び秋田市マイタウン・バスの乗車運賃の3%が付与されるが、小数点以下は切り捨てとなる。ポイントの有効期限は、最終付与日から1年間となる。ただし、対象外となるケースもある。

#### その他 (AkiCA)
潟上市が発行する、潟上市内区間秋田中央交通路線を100円で乗車できる割引利用券とAkiCAの併用はできない（秋田市以南及び井川町以北にまたがる場合）。

### Shuhoku Orange Pass
Shuhoku Orange Pass（しゅうほくオレンジパス）は、秋北バスで導入している地域連携ICカード。
2022年（令和4年）3月12日から「みちのく号」に導入し、2023年3月9日からは大館地区、北秋田地区、翌3月10日からは鹿角地区の一般路線バスにも導入された。2025年7月1日からは能代地区の高速バス能代 - 秋田線にも導入されている。
基本システムは国際東北グループである岩手県交通の「Iwate Green Pass」と十和田観光電鉄の「Towada SkyBlue Pass」と共通化されている他、カードのデザインも「Iwate Green Pass」「Towada SkyBlue Pass」と共通である。カードの色はオレンジ。

#### 種類・定期券 (Shuhoku Orange Pass)
無記名式カード
氏名などの個人情報を登録せずに、鉄道・バス乗車時の運賃精算や大人用のみ発売。
窓口で即時発行可能だが、紛失時の再発行は出来ない。
2024年（令和6年）11月4日から、通信販売を開始した。2000円（チャージ1500円+デポジット500円）のみ取り扱い。振込手数料と送料（普通郵便+簡易書留料金）は、購入者負担となる。
記名式カード
購入時に氏名（カタカナ）、生年月日、電話番号など、カード内に個人情報を登録するShuhoku Orange Passであり、登録人以外は使用できない。
原則としてカードの表面に氏名等の印字は行わない。
大人用のほか、小児用、障がい者がある。
個人情報を登録することにより、万一の紛失時に使用停止措置と残高を保証した再発行が有償で受けられる。
秋北バス本社、花輪営業所、バス車内、eメール申し込みによる通信販売では記名式カードの発売は行わない。
定期券
記名式カードにバスの定期券情報を追加したもの。
券面に定期券情報が印字されないため、発売時に発行される「定期券内容控え」を同時に携帯する必要がある。
当初は「みちのく号」のみ導入し、後述の対応後も一般路線ではIC非対応の定期券を継続発行している。
2024年（令和6年）4月1日から、下記のIC定期券の発売を開始した。なお、2025年（令和7年）1月7日開始の通信販売による定期券購入は、紙式のみの取り扱いとなるため、Shuhoku Orange Pass定期券での取り扱いは通信販売では不可となっている。
- 大館市得とく定期券
- 北秋田市じょうもんパス
- ゴールドパス
- 運転免許返納ゴールドパス

2025年（令和7年）4月16日から、一般路線のIC定期券の発売を開始した。ただし、能代営業所管内の路線や半月定期券については、非対応となる。
無記名式カードから記名式カードへの変更は、Suicaエリア内やJR東日本の新幹線停車駅にある「多機能券売機」と「みどりの窓口」（「Shuhoku Orange Pass」エリア内では盛岡駅・矢幅駅・秋田駅の「みどりの窓口」）の他にも、記名式カードを取扱う秋北バスの営業所・案内所、秋北航空サービス大館営業所、大館駅チケットカウンター、花輪駅前ステーションで受け付ける。

#### ポイントサービス (Shuhoku Orange Pass)
交通ポイントサービスが実施されており、ストアードフェアを利用した乗車1回ごとに区間運賃の3%相当を付与する（「みちのく号」および「能代 - 秋田線」は「Shuhoku Orange Pass」で秋北バス運行便を利用した場合に限る）。貯まったポイントが1乗車の運賃額相当を超えている場合、下車時にポイントから自動的に運賃に充当される。ポイントの有効期間は、最後に交通ポイントを付与・利用した日から1年間。

### cherica
cherica（チェリカ）は、山形県内バス事業者で導入している地域連携ICカード。山交バス発行分は「yamako cherica」（ヤマコウ チェリカ）、庄内交通発行分は「shoko cherica」（ショウコウ チェリカ）となる。
2022年（令和4年）5月14日から山交バス、庄内交通、山形市コミュニティバス「べにちゃんバス」（山交バスに運行委託）、米沢市民バス（村正運輸、辻自動車、山交バスに運行委託）、山形空港シャトル（山交ハイヤーが運行）、山交バスが運行する仙台 - 山形線、仙台 - 上山線、特急48ライナー、山交バスと庄内交通が運行する山形 - 鶴岡・酒田線に導入。

#### 種類・定期券 (cherica)
chericaとしては以下の種類がある。
無記名式cherica
氏名などの個人情報を登録せずに、鉄道・バス乗車時の運賃精算やSuica電子マネー加盟店舗での商品代金の支払いに利用できる。一般用のみ発売。
紛失時は再発行しない。
記名式cherica
購入時に氏名（カタカナ）、生年月日、電話番号などの個人情報を登録するchericaで、登録人以外は使用できない。原則としてカードの表面に氏名等の印字は行わない。
個人情報を登録することにより、万一の紛失時に使用停止措置と残高を保証した再発行が有償で受けられる。
一般用のほか、小児運賃を差し引く小児用cherica、chericaエリア内で割引運賃を適用する障がい者用chericaがある。障がい者用chericaは、yamako chericaは山交バス利用の場合に限り、shoko chericaは庄内交通利用の場合に限り割引となる。
山交バス山形駅前案内所では、記名式chericaの発売は行わない。
cherica定期券
記名式chericaにバスの定期券情報を追加したもの。通勤定期券・通学定期券の他にも、yamako cherica、shoko chericaごとに各種定期券が存在する。
cherica券面に定期券情報が印字されないため、発売時に発行される「定期券内容控え」を同時に携帯する必要がある。
cherica定期券を利用して乗り越し乗車をした場合は、乗り越し区間の運賃が自動精算される。
仙台 - 山形線と仙台 - 上山線に関してはyamako cherica定期券は発売されず、IC非対応の定期券を継続発行する。特急48ライナーのyamako cherica定期券は山形県内発着となるものに限り発売し、仙台市内のみ発着するものは発売しない。
yamako chericaにおける通勤定期券・通学定期券以外の定期券は以下の通り。
- 平日限定通学定期券
- オレンジパス
- シルバー定期券
- 自動車運転免許証返納者定期券
- 山形市シルバー3ヶ月定期券

shoko chericaにおける通勤定期券・通学定期券以外の定期券は以下の通り。
- 片道定期券（通勤・通学）
- キャンパスパスポート
- 平日限定通学定期券
- ゴールドパス・免許返納者割引定期券
- 鶴岡市内定期券
- 酒田市内定期券

無記名式カードから記名式カードへの変更は、Suicaエリア内やJR東日本の新幹線停車駅にある「多機能券売機」と「みどりの窓口」（「yamako cherica」エリア内では山形駅・北山形駅・さくらんぼ東根駅・寒河江駅・仙台駅などの「みどりの窓口」と「多機能券売機」）の他にも、山交バス山形駅前案内所を除く「yamako cherica」「shoko cherica」取扱窓口で受け付ける。

#### ポイントサービス (cherica)
交通ポイントサービスが実施されており、乗車1回ごとに、2022年9月30日までは区間運賃の10%相当、同年10月1日以降は区間運賃の3%相当を付与する（山形空港シャトルはポイントが付与されない）。ポイント付与はyamako chericaで山交バス、「べにちゃんバス」、米沢市民バス利用の場合に限り、shoko chericaで庄内交通利用の場合に限り付与される。通常のポイントに加え、当月中の利用運賃に応じてボーナスポイントが貯まる。貯まったポイントが1乗車の運賃額相当を超えている場合、下車時にポイントから自動的に運賃に充当される。yamako chericaとshoko chericaとの間でポイントの相互利用は出来ない。ポイントの有効期間は、yamako chericaが通常の交通ポイントは最後に交通ポイントを付与・利用した日から1年間、ボーナスポイントの累計有効期間は1年間。shoko chericaが通常の交通ポイントは期限なし、ボーナスポイントの累計有効期間は1年間。

### LOCOCA
LOCOCA（ロコカ）は、新常磐交通が発行し、同社とジェイアールバス関東（白河支店）で導入している地域連携ICカード。
2024年1月12日に導入するカード名が「LOCOCA」（ロコカ）と発表され、同年5月18日より新常磐交通の一般路線とジェイアールバス関東が運行する白棚線に導入。

#### 種類・定期券 (LOCOCA)
LOCOCAとしては以下の種類がある。
無記名式LOCOCA
氏名などの個人情報を登録せずに、鉄道・バス乗車時の運賃精算やSuica電子マネー加盟店舗での商品代金の支払いに利用できる。大人用のみ発売。
紛失時の再発行は出来ない。
記名式LOCOCA
購入時に氏名（カタカナ）、生年月日、電話番号などの個人情報を登録するLOCOCAで、登録人以外は使用できない。原則としてカードの表面に氏名等の印字は行わない。
個人情報を登録することにより、万一の紛失時に使用停止措置と残高を保証した再発行が有償で受けられる。
大人用のほか、小児運賃を差し引く小児用LOCOCA、LOCOCAエリア内で割引運賃を適用する障がい者用LOCOCA、学生用LOCOCA、65歳以上を対象としたシルバー用LOCOCAがある。
記名式LOCOCA・記名式tptraなどの他の地域連携ICカード・My Suica・モバイルSuicaはVIEWカードからのオートチャージが利用可能。
バス車内では記名式LOCOCAの発売は行わない。
LOCOCA定期券
記名式LOCOCAにバスの定期券情報を追加したもの。通勤定期券、通学定期券、通学学割定期券が存在する。
新常磐交通用LOCOCA通勤定期券利用者は、土曜・日祝日に限り、定期以外の区間も新常磐交通の一般路線全線で1乗車につき100円で利用可能な「エコ定期券」が利用できる。
新常磐交通では以下の均一定期券も発売する。
- スチューデントパス
- ゴールドパス（65歳以上）

LOCOCA定期券を利用して乗り越し乗車をした場合は、乗り越し区間の運賃が自動精算される。
新常磐交通では、従来のバスカードの利用は2024年9月30日までとなる。
記名式LOCOCAとビューカードとの紐付けは、ビューアルッテ設置駅（「LOCOCA」エリア内ではいわき駅のみに設置）で行う。
無記名式カードから記名式カードへの変更は、Suicaエリア内やJR東日本の新幹線停車駅にある「多機能券売機」と「みどりの窓口」（「LOCOCA」エリア内ではいわき駅・湯本駅・植田駅・新白河駅などの「みどりの窓口」と「多機能券売機」）の他にも、LOCOCA取扱窓口でも受け付ける。

#### ポイントサービス (LOCOCA)
新常磐交通では以下の交通ポイントサービスが実施されている。
- ストアードフェアを利用した乗車1回ごとに区間運賃の15%相当を付与する（定期券区間内の利用、及び不足額を現金で支払った場合はポイントが付与されない）。貯まったポイントが1乗車の運賃額相当を超えている場合、下車時にポイントから自動的に運賃に充当される。ポイントの有効期間は、最後に交通ポイントを付与・利用した日から1年間。
- ジェイアールバス関東が運行する白棚線には交通ポイントは導入せず、新常磐交通の利用で貯まった交通ポイントは白棚線では利用できない。

### totra
totra（トトラ）は、関東自動車が発行し、同社とジェイアールバス関東（宇都宮支店・西那須野支店）、「宇都宮市地域内交通（デマンド交通）」、宇都宮ライトレールが導入している地域連携ICカード。
総合的（英語: total）に輸送（英語: transportation）をつなぐICカードの意味を込めて命名された。

#### 種類・定期券 (totra)
totraとしては以下の種類がある。
totraカード（無記名式）
氏名などの個人情報を登録せずに、鉄道・バス乗車時の運賃精算やSuica電子マネー加盟店舗での商品代金の支払いに利用できる。大人用のみ発売。
紛失時の再発行は出来ない。
B.LEAGUEチームである宇都宮ブレックスは、2023-24シーズンからのホームゲームにおいて完全キャッシュレス決済に移行したため、当日にキャッシュレス決済が困難な観客に配慮する形で、ブレックスアリーナ宇都宮と日環アリーナ栃木で開催されるホームゲーム当日に限り、チャージ済みのtotraカード（無記名式）を発売する。
記名式totra
購入時に氏名（カタカナ）、生年月日、電話番号などの個人情報を登録するtotraで、登録人以外は使用できない。原則としてカードの表面に氏名等の印字は行わない。
個人情報を登録することにより、万一の紛失時に使用停止措置と残高を保証した再発行が有償で受けられる。
大人用のほか、小児運賃を差し引く小児用totraと、totraエリア内で割引運賃を適用する障がい者用totraがある。
記名式totra・記名式nolbéなどの他の地域連携ICカード・My Suica・モバイルSuicaはVIEWカードからのオートチャージが利用可能。
totra定期券
記名式totraにバスの定期券情報を追加したもの。通勤定期券のほか、通学定期券が存在する。
totra券面に定期券情報が印字されないため、発売時に発行される「定期券内容控え」を同時に携帯する必要がある。
おでさぽ70以外の共通定期券は発売されていないため、バス定期券に関しては、関東自動車宇都宮駅前定期券センター並びにジェイアールバス関東（宇都宮支店・西那須野支店）で定期券を購入する際は事業者を選択しなければならない。宇都宮ライトレールとバスとの連絡定期券は、関東自動車との連絡定期は関東自動車宇都宮駅前定期券センターで、ジェイアールバス関東との連絡定期券は、ジェイアールバス関東（宇都宮支店・西那須野支店）と関東自動車宇都宮駅前定期券センターでそれぞれ発売する。
通常の区間指定の定期券の他、以下の種類が存在する。
- エリア定期券：特定のエリア内（地帯制運賃区間など）が利用可能な定期券
- 乗継定期券：2路線以上のバスを乗り継ぐ事が可能な定期券
- 2区間定期券：中間での鉄道利用を念頭に置いた、離れた2区間の定期券

おでさぽ70
70歳以上限定で発行される高齢者専用定期券で、関東自動車及びジェイアールバス関東が運行する栃木県内の一般路線バス全路線が利用可能。
totraの導入に際し、宇都宮地区で運用していた従来のバスカードサービスを2021年1月に終了し、乗降方法を「前乗り前降り」から「後乗り前降り」へ機器更新が終わった車両から順次変更された。
宇都宮ブレックスのホームゲーム会場では記名式カードの発売は行わず、チャージも取り扱わない。
記名式totraとビューカードとの紐付けは、ビューアルッテ設置駅（「totra」エリア内では宇都宮駅・小山駅・那須塩原駅に設置）で行う。
無記名式カードから記名式カードへの変更は、Suicaエリア内やJR東日本の新幹線停車駅にある「多機能券売機」と「みどりの窓口」（「totra」エリア内では宇都宮駅・小山駅・那須塩原駅・黒磯駅などの「みどりの窓口」と「多機能券売機」）の他にも、totra取扱窓口でも受け付ける 。

#### ポイントサービス (totra)
以下の独自ポイントサービスが実施されている。
交通ポイント
ストアードフェアを利用した乗車1回ごとに区間運賃の2%相当を付与する（定期券区間内の利用、及び不足額を現金で支払った場合はポイントが付与されない）。
貯まったポイントが1乗車の運賃額相当を超えている場合、下車時にポイントから自動的に運賃に充当される。
ポイントの有効期間は、最後に交通ポイントを付与・利用した日から1年間。
福祉ポイント
宇都宮市の独自事業で、満70歳以上の宇都宮市民に年1回10,000ポイントを、精神障がい者保健福祉手帳の交付を受けた宇都宮市民に（1,000×利用月数）のポイントを付与する。記名式totraの購入が必要で、事前に宇都宮市の窓口での申請が必要。
福祉ポイントは交通ポイントと同様に下車時の運賃充当が行われる。
ポイントの有効期間は、付与年度の3月31日まで。

### nolbé
nolbé（ノルベ）は、群馬県内バス事業者で導入している地域連携ICカード。
2022年（令和4年）3月12日から上信電鉄、群馬中央バス、日本中央バス、日本中央交通、群馬バス、矢島タクシー、永井運輸が運行する一般路線バス（前橋・高崎・渋川・太田地区のみ、一部路線を除く）、「マイバス」、「伊香保タウンバス」（1・2号線）、「ぐるりん」、「高崎アリーナシャトル」、「はるバス」、日本中央バスが運行している高速バス「前橋・高崎 - 池袋・新宿・秋葉原・東京駅線」「前橋・高崎 - 羽田空港線」にそれぞれ導入。nolbéでは交通ポイントサービスの導入が見送られている。
参加事業者は群馬県共通バスカード「ぐんネット」参加バス事業者とほぼ重複する（矢島タクシーはぐんネット不参加）が、「ぐんネット」加盟の関越交通は2020年4月にPASMOを一部路線に導入し、nolbéの導入事業者ではないが、相互利用可能である。上信電鉄はnolbé導入直後の2022年4月1日より、バス事業を上信観光バスへ譲渡しており、同社が運行する鉄道路線「上信線」には導入されず、同日から上信電鉄に代わって上信観光バスがnolbéの導入事業者となっている。

#### 種類・定期券(nolbé)
nolbéとしては以下の種類がある。日本中央交通ではnolbé定期券の発行が見送られている。
無記名式nolbé
氏名などの個人情報を登録せずに、鉄道・バス乗車時の運賃精算の支払いに利用できる。一般用のみ発売。
紛失時の再発行は出来ない。
記名式nolbé
購入時に氏名（カタカナ）、生年月日、電話番号などの個人情報を登録するnolbéで、登録人以外は使用できない。原則としてカードの表面に氏名等の印字は行わない。
個人情報を登録することにより、万一の紛失時に使用停止措置と残高を保証した再発行が有償で受けられる。
一般用のほか、小児運賃を差し引く小児用nolbé、エリア内で割引運賃を適用する障がい者用nolbéがある。
記名式nolbé・記名式totraなどの他の地域連携ICカード・My Suica・モバイルSuicaはVIEWカードからのオートチャージが利用可能。
nolbé定期券
記名式nolbéにバスの定期券情報を追加したもの。通勤定期券のほか、通学定期券が存在する。
nolbé券面に定期券情報が印字されないため、発売時に発行される「定期券明細書」を同時に携帯する必要がある。
複数の事業者が運行している路線に関しては、nolbé定期券購入時に利用する事業者を選択する事になる（関越交通のIC金額式定期券もnolbéで発行可能）。
nolbé定期券を利用して乗り越し乗車をした場合は、乗り越し区間の運賃が自動精算される。
永井運輸では2区間定期券も発売している。
記名式nolbéとビューカードとの紐付けは、ビューアルッテ設置駅（「nolbé」エリア内では高崎駅・前橋駅に設置）で行う。
無記名式カードから記名式カードへの変更は、Suicaエリア内やJR東日本の新幹線停車駅にある「多機能券売機」と「みどりの窓口」（「nolbé」エリア内では高崎駅・前橋駅・高崎問屋町駅・伊勢崎駅などの「みどりの窓口」と「多機能券売機」）の他にも、nolbé取扱窓口でも受け付ける。

### KURURU
アルピコ交通、長電バスなどが長野市周辺の5市町村で導入しているICカード。2025年3月1日ににSuicaの機能を追加し、地域連携ICカードとしてリニューアルした。

## 乗継割引・往復割引
Iwate Green Pass、iGUCA、shoko cherica、totra、nolbéでは、乗継割引や往復割引のサービスを行っている。特記がある場合を除き、当該カード利用の場合のみ適用される。
- Iwate Green Pass
  - 盛岡駅前 - イオンモール盛岡・前潟間並びに盛岡駅前 - イオンモール盛岡南間を4時間15分以内で往復利用した場合、復路の運賃が50円割引となる[PR 82]。従来のイオンモール往復割引乗車券は2023年9月30日限りで発売を終了する。
  - 松園基幹バスと松園支線バスをIwate Green Pass、iGUCAなど他の地域連携ICカード、Suica、PASMO、ICOCAなどで乗り継ぐ場合は、現金乗車時と同様に乗車時にのりつぎ券を取る必要がある。のりつぎ券を取らないで乗車した場合は乗継割引の対象外となる。
- iGUCA
  - 60分以内に岩手県北自動車の路線同士を乗り継いだ場合、乗継先のバスの運賃が80円割引となる。ただし、岩手県北自動車の路線とジェイアールバス東北が運行する路線（早坂高原線、白樺号、スワロー号）との乗継、早坂高原線、白樺号、スワロー号同士での乗継は乗継割引の対象外となる。
- shoko cherica
  - 平日に乗継対象ダイヤにおいてイオンモール三川で庄内交通の路線を乗り継いだ場合、乗継先のバスの運賃が割引となる。
- totra
  - 地域内交通と市内路線バスまたは、宇都宮芳賀ライトレール線の電車を乗り継ぐと、2乗車目の運賃から200円割引（2乗車目の運賃が200円未満の場合は無料）、市内路線バスと宇都宮芳賀ライトレール線の電車を乗り継ぐと100円割引になる。市内路線バスの上限運賃制度との併用も可能[PR 83]。
- nolbé
  - ぐるりん各路線同士（100円区間は除く）、ぐるりん榛名線・倉渕線とはるバス斉渡中北線・宮沢白岩線をnolbé、totraなど他の地域連携ICカード、Suica、PASMO、ICOCAなどで乗り継ぐ場合、乗継先のバスの運賃が100円に割引となる。2回以上の乗継も割引になる。この場合は、現金乗車時と同様に乗車時に乗り継ぎ券を取る必要がある。乗り継ぎ券を取らないで乗車した場合は乗継割引の対象外となる[PR 84]。

## バスIC定期券とSuica定期券・SuicaFREX・FREXパル定期券を1枚にまとめる場合
地域連携ICカードエリアとSuicaエリアが重複しているエリアで発行されている記名式カードの内、MegoICa、AOPASS、Iwate Green Pass（盛岡都市圏の一般路線のみ）、iGUCA、AkiCA、yamako cherica、LOCOCA、totra、nolbé、KURURUは、バスIC定期券とSuica定期券を1枚にまとめる事が可能である。発着地がSuica盛岡エリアであるShuhoku Orange Passの「みちのく号」用IC定期券もSuica定期券にまとめる事が可能である。
地域連携ICカードエリアとSuicaFREX・FREXパルエリアが重複しているエリアで発売されているIwate Green Pass（盛岡都市圏の一般路線のみ）、iGUCA、totra、nolbé、KURURUとShuhoku Orange Passの「みちのく号」用IC定期券、yamako chericaの「特急48ライナー」用IC定期券は、バスIC定期券とSuicaFREX・FREXパルを一枚にまとめる事が可能である。
LOCOCA、totra、nolbéは、バスIC定期券並びに宇都宮芳賀ライトレール線の定期券とTOICAエリアにまたがるSuica定期券並びにTOICAエリアにまたがるSuicaFREX定期券・SuicaFREXパル定期券（両方ともJR東日本が発行したものに限る）を1枚にまとめる事が可能である。totra、nolbéは、SuicaエリアとPASMOエリアとの鉄道連絡定期はJR東日本が発売したものに限り発行可能であり、PASMO鉄道定期券をtotra、nolbéにまとめる事は出来ない。
バスIC定期券とSuica定期券並びにSuicaFREX・FREXパル定期券を1枚にまとめる場合は、先にをバスIC定期券を発行してからSuica各エリア内にあるJR東日本の指定席券売機・多機能券売機・みどりの窓口でSuica定期券並びにSuicaFREX・FREXパル定期券を発行する必要がある。

## 高速・都市間バスの利用
地域連携ICカード発行事業者が運行する一部の高速バス・都市間バスは、地域連携ICカードの他にも、Suica・PASMOなど交通系ICカード全国相互利用サービスに対応したICカードで乗車可能。ただし、日本中央バスが運行する羽田空港発着路線は、羽田空港発の便に関しては、自動券売機における乗車券購入（地域連携ICカード・Suica・PASMOなどでも購入可能）による利用となる。
太字は地域連携ICカード・Suica・PASMO導入事業者。
利用可能な便
- ○：全便利用可能
- △：宮城交通運行便のみかつicscaのみ利用可能
- ▲：東日本急行運行便はICカードは利用不可
- ▽：宮城交通運行便のみかつicscaのみ利用可能でかつ、東日本急行運行便はICカードは利用不可
- ×：利用不可

交通ポイントの付与
- ○：地域連携ICカードを発行した事業者が運行する便のみ付与（A社が発行したカードでA社が運行する便（A社が発行しているカードを導入している事業者も含む）を利用する場合のみ付与、A社が発行したカードでB社が運行する便を利用する場合は付与されない）
- △：iGUCA利用時のみ付与（「ハチカ」利用時では付与なし）
- ▲：山形県内 - 仙台間の路線はyamako chericaで山交バス運行便を利用した場合のみ付与（宮城交通運行便を利用した場合は付与なし）
- ×：交通ポイントの付与なし

| 路線名                                    | 運行事業者                                                         | 地域連携ICカード （全カード） | 交通系ICカード全国相互利用サービス対応カード （Suica・PASMO・TOICA・ICOCAなど） | 片利用可能なエリアのみで利用可能なカード （icsca・りゅーとなど） | 交通ポイントの付与 |
| ----------------------------------------- | ------------------------------------------------------------------ | ----------------------------- | ------------------------------------------------------------------------------- | ---------------------------------------------------------------- | ------------------ |
| あすなろ号                                | 弘南バス 岩手県北自動車                                            | ○                             | ○                                                                               | ×                                                                | ×                  |
| ヨーデル号                                | 弘南バス 岩手県北自動車                                            | ○                             | ○                                                                               | ×                                                                | ×                  |
| みちのく号                                | 秋北バス 岩手県北自動車                                            | ○                             | ○                                                                               | ×                                                                | ○                  |
| 八盛号                                    | 岩手県北自動車                                                     | ○                             | ○                                                                               | ×                                                                | ×                  |
| 久慈こはく号                              | 岩手県北自動車                                                     | ○                             | ○                                                                               | ×                                                                | △                  |
| 106特急・急行バス                         | 岩手県北自動車                                                     | ○                             | ○                                                                               | ×                                                                | △                  |
| 白樺号                                    | ジェイアールバス東北                                               | ○                             | ○                                                                               | ×                                                                | △                  |
| スワロー号                                | ジェイアールバス東北                                               | ○                             | ○                                                                               | ×                                                                | ×                  |
| アーバン号                                | 岩手県交通 岩手県北自動車 ジェイアールバス東北 宮城交通 東日本急行 | ▲                             | ▲                                                                               | ▽                                                                | ×                  |
| けんじライナー                            | 岩手県交通                                                         | ○                             | ○                                                                               | ×                                                                | ×                  |
| 三陸高速バス                              | 岩手県北自動車 宮城交通                                            | ○                             | ○                                                                               | △                                                                | ×                  |
| 仙台 - 釜石線                             | 岩手県交通 宮城交通                                                | ○                             | ○                                                                               | △                                                                | ×                  |
| 仙台 - 山形線                             | 山交バス 宮城交通                                                  | ○                             | ○                                                                               | △                                                                | ▲                  |
| 仙台 - 上山線                             | 山交バス 宮城交通                                                  | ○                             | ○                                                                               | △                                                                | ▲                  |
| 特急48ライナー                            | 山交バス                                                           | ○                             | ○                                                                               | ×                                                                | ○                  |
| 山形 - 鶴岡・酒田線                       | 山交バス 庄内交通                                                  | ○                             | ○                                                                               | ×                                                                | ○                  |
| 前橋・高崎 - 池袋・新宿・秋葉原・東京駅線 | 日本中央バス                                                       | ○                             | ○                                                                               | ×                                                                | ×                  |
| 前橋・高崎 - 羽田空港線                   | 日本中央バス 東京空港交通                                          | ○                             | ○                                                                               | ×                                                                | ×                  |
| 伊勢崎・桐生 - 羽田空港線                 | 日本中央バス 東京空港交通                                          | ○                             | ○                                                                               | ×                                                                | ×                  |

## ICフリー乗車券
MegoICa、ハチカ、AOPASS、AkiCA、chericaではICフリー乗車券も発売している。導入している地域連携ICカードの他にも、他地域の地域連携ICカード・Suica（モバイルSuicaも含む）・PASMO（モバイルPASMOも含む）が利用可能。
購入は当日最初の運賃支払い時、ICカードを運賃箱にタッチする前に利用したいICフリー乗車券の購入を申し出て、乗務員が運賃箱の操作を行ってからカード読み取り部にICカードをタッチさせることでSFから乗車券の料金が差し引かれて利用可能となる。2回目以降は無申告でICカードを運賃箱にタッチさせればよい。
前日までの前売りは行っておらず、ICカード取り扱い窓口ではICフリー乗車券の購入は出来ない。
購入時にSFの残高がICフリー乗車券の金額に満たない場合はチャージを行ってから購入する必要がある。
TOICAやICOCAなど、地域連携ICカード・Suica・PASMO以外のICカードや、バスの定期券が付与されているICカードでは購入出来ない。
各カードにおけるICフリー乗車券は以下の通り。
- MegoICa
  - 平日ワンデーパス
1日券。平日のみ弘南バスの全路線（一部路線を除く）で利用可能。
  - ワンバケーションパス
1日券。土休日および弘南バスが指定する日のみ弘南バスの全路線（一部を除く）で利用可能。
  - 岩木白神パス
2日券。枯木平線・西目屋村役場線・スカイラインシャトルバス暗門白神号・弘前市内100円バスが乗り放題となっているもの。
  - 100円バス1日券
弘前市内100円バスが乗り放題のもの。
- ハチカ
  - IC共通一日乗車券
    - 八戸市内乗り放題タイプ
    - 八戸圏域乗り放題タイプ
- AOPASS
  - IC1日・2日乗車券
    - 青森市営バス・青森市市バス・ねぶたん号共通乗り放題タイプ
    - 青森市営バス・青森市市バス乗り放題タイプ
    - ねぶたん号乗り放題

市営バス・市バス・ねぶたん号共通乗り放題タイプは、1日間用と2日間用の設定があり、休日のみ利用可能。
市営バス・市バス乗り放題タイプは、1日間用のみの設定があり、休日のみ利用可能。
ねぶたん号乗り放題タイプは、1日間用と2日間用の設定があり、平日・休日とも利用可能。ねぶたん号乗り放題タイプに限り、ICカード乗車券の他に、紙タイプの乗り放題乗車券も発売する。
IC一日乗車券発売開始に伴い、従来のカード式・紙式の一日乗車券は、2022年3月4日をもって、発売終了した。
- AkiCA
  - 乗り放題乗車券
    - 一日乗り放題乗車券
    - ぐるる一日乗り放題乗車券

一日乗り放題乗車券は、秋田空港リムジンバス、国際教養大学線、ぐるる、秋田市マイタウン・バスは利用できない。福祉割引を利用している場合は、紙式の一日乗り放題乗車券を購入する事になる。
ぐるる一日乗り放題乗車券は、秋田中央交通の一般路線バス、秋田市マイタウン・バスは利用できない。福祉割引を利用している場合は、紙式のぐるる一日乗り放題乗車券を購入する事になる。
- cherica
  - やまがた共通一日乗車券（山形市内全路線）
  - つるおか1日乗り放題券（鶴岡市内全路線）

つるおか1日乗り放題券は（Aコース、Bコース、Cコース）の3種類がある。
- LOCOCA
  - 1日乗車券

新常磐交通の一般路線のみ利用可能。

## 障害者用Suica・PASMOサービスの開始
関東ICカード相互利用協議会は、原則障害者と介助者が同時に利用する場合のSuica・PASMOカードのサービスを2023年3月18日から開始しており、「地域連携ICカードエリアにおいても利用が可能」としている。

## 今後の予定

### 導入予定
以下の地域で地域連携ICカードの導入が予定されている（導入の早い順）。

#### 松本市・アルピコ交通
2026年（令和8年）春から、松本市が運行主体（アルピコ交通に運行受託）となっている「ぐるっとまつもとバス」に導入予定で、カード名称は未定。